# Jordi Valls i Riera
Jordi Valls i Riera (Manresa, 1960) és un polític català membre del Partit dels Socialistes de Catalunya. Ha estat regidor i alcalde de Manresa, conseller de Treball i Indústria de la Generalitat de Catalunya, president del Port de Barcelona i de Mercabarna. Des de juny de 2023 és tinent d’alcalde de l'Ajuntament de Barcelona, encarregat de les carteres d’Economia i Hisenda, i des de juliol de 2023 vicepresident de l'AMB.

## Biografia
Llicenciat en Dret per la Universitat Autònoma de Barcelona 1978/1982, PADE per l'IESE (2008/2009) ha desenvolupat la seva tasca professional com a jutge substitut al Jutjat de Districte núm. 2, de Manresa, (1985); tècnic de la Cambra de Comerç i Indústria de Manresa (1984-1987); i ha exercit d'advocat especialitzat en dret administratiu, mercantil i laboral, (1989-1993).
Va ser regidor a l'Ajuntament de Manresa (1988-1995), vocal del Consell Rector del Consorci Hospitalari de Catalunya (1995-1999), president de la Comissió d'Hisenda i vicepresident de la Federació de Municipis de Catalunya (1995-1999) i membre del Consell Social de la Universitat Politècnica de Catalunya.
Entre el 1995 i 2006 va ser alcalde de Manresa i ha estat president de Localret, el Consorci Local per al desenvolupament de les xarxes de telecomunicacions i de les noves tecnologies des de 1999-2006. A la primera remodelació del govern Maragall, feta el 20 d'abril de 2006, va ser nomenat Conseller de Treball i Indústria de la Generalitat de Catalunya en substitució de Josep Maria Rañé i Blasco. Ocupà el càrrec fins a les eleccions al Parlament de Catalunya (2006) en què va ser elegit diputat. Deixa l'activitat política a final de l'any 2006, quan és nomenat President de l'Autoritat Portuària de Barcelona fins al gener del 2011.
El febrer del 2011 passa a desenvolupar la seva activitat a la companyia Aigües de Barcelona (AGBAR), com a responsable d'AGBAR a la Gran Bretanya, on esdevingué membre del comitè de direcció de Bristol Water. L'any 2013 passà a desenvolupar la seva activitat a Aguas Andinas Santiago de Chile com a gerent general.
El setembre de 2020 el consell d'administració de Mercabarna el va nomenar director general.
Va deixar Mercabarna el 2023 per incorporar-se com a Tinent alcalde en el govern de Jaume Collboni a l'Ajuntament de Barcelona. El setembre del mateix any fou nomenat President de Mercabarna, i el novembre Pablo Vilanova fou nomenat director general de l'organisme.